# Brno-Bystrc

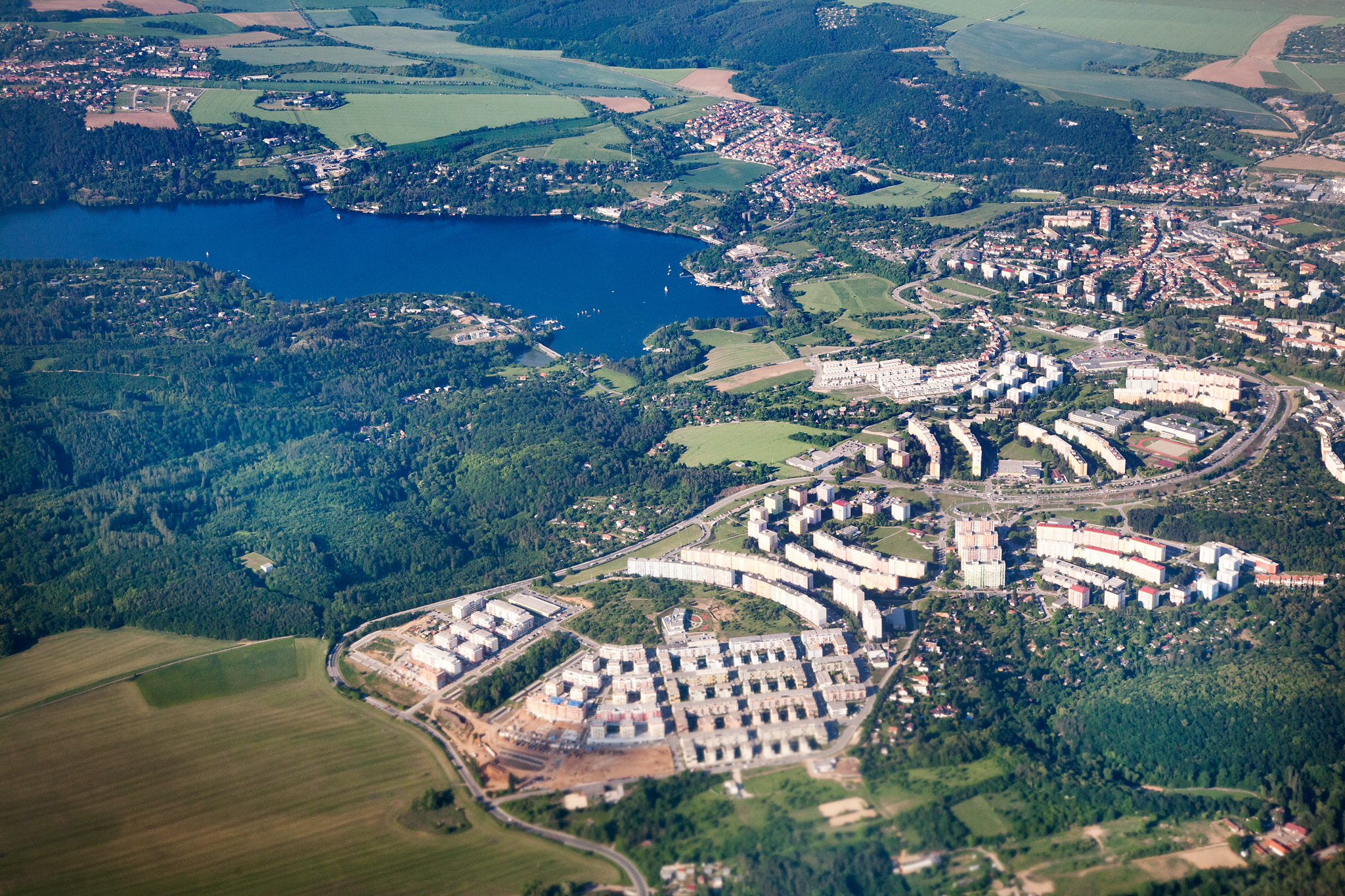
Letecký pohled na sídliště Kamechy a Bystrc II a Brněnskou přehradu

Brno-Bystrc je městská část na severozápadě statutárního města Brna. Je tvořena městskou čtvrtí Bystrc (německy Bisterz, v hantecu Bástr), původně samostatnou obcí, která byla k Brnu připojena v roce 1960. Její katastrální území má rozlohu 27,24 km². Samosprávná městská část vznikla 24. listopadu 1990. Žije zde přes 24 000 obyvatel.
Bystrc je rozlohou vůbec největší městskou částí i katastrálním územím Brna. Na území této městské části se nachází řada brněnských rekreačních objektů – Brněnská přehrada, Zoo Brno situovaná na Mniší hoře, Údolí oddechu, rozsáhlé Podkomorské lesy s areálem Pohádky máje (včetně Helenčiny a Ríšovy studánky), hrad Veveří. Hrad Veveří stejně jako jižní část Brněnské přehrady však původně součástí Bystrce nebyly. Hrad Veveří byl dlouho součástí katastrálního území Veverská Bítýška, zatímco jižní část Brněnské přehrady náležela především do původního katastru obce Kníničky, přehradou zatopené.
Současně je Bystrc jedním z největších brněnských sídlišť a jednou z nejvýznamnějších městských částí Brna. Na hladině bystrcké části Brněnské přehrady se každoročně koná významná několikadenní mezinárodní soutěžní přehlídka ohňostrojů Ignis Brunensis, která přitahuje desítky tisíc diváků.
Celá Bystrc je rozdělena do tří různých částí – tzv. Bystrc I se Starou Bystrcí představuje původní ves okolo kostela svatého Jana Křtitele a svatého Jana Evangelisty při řece Svratce a nejstarší panelové sídliště až po tzv. Německou nebo Hitlerovu dálnici, víceproudovou silniční komunikaci protínající Bystrc. Bystrc II je novější panelové sídliště západně od Německé dálnice až po tramvajovou smyčku Ečerova. V roce 2006 začala výstavba sídliště Kamechy Bystrc II/A, která má ve své finální podobě pokrývat prostor za panelovými domy (ulice Teyschlova) vystavěnými po roce 1990 směrem k Žebětínu.
Radnice městské části je umístěna v blízkosti kostela svatého Jana Křtitele a svatého Jana Evangelisty při řece Svratce ve staré Bystrci. Pro účely senátních voleb je území městské části Brno-Bystrc zařazeno do volebního obvodu číslo 55.
V Bystrci se také nachází několik viničních tratí (Díly, Kamenice, Pod Mniší horou).

## Znak
Horní polovina znaku se shoduje se znakem města Brna (bílý a červený pruh) další bílý pruh je nahrazen výplní nad modrou hladinou vzduté vodní plochy - posledního modrého pruhu u dna znaku.

## Název
Původní jméno osady bylo Bystřec a bylo na ni přeneseno z některého vodního toku, který tekl bystře, tj. rychle. Z nepřímých pádů (Bystrcě, Bystrci apod.) vznikl nový první pád Bystrc.

## Historie

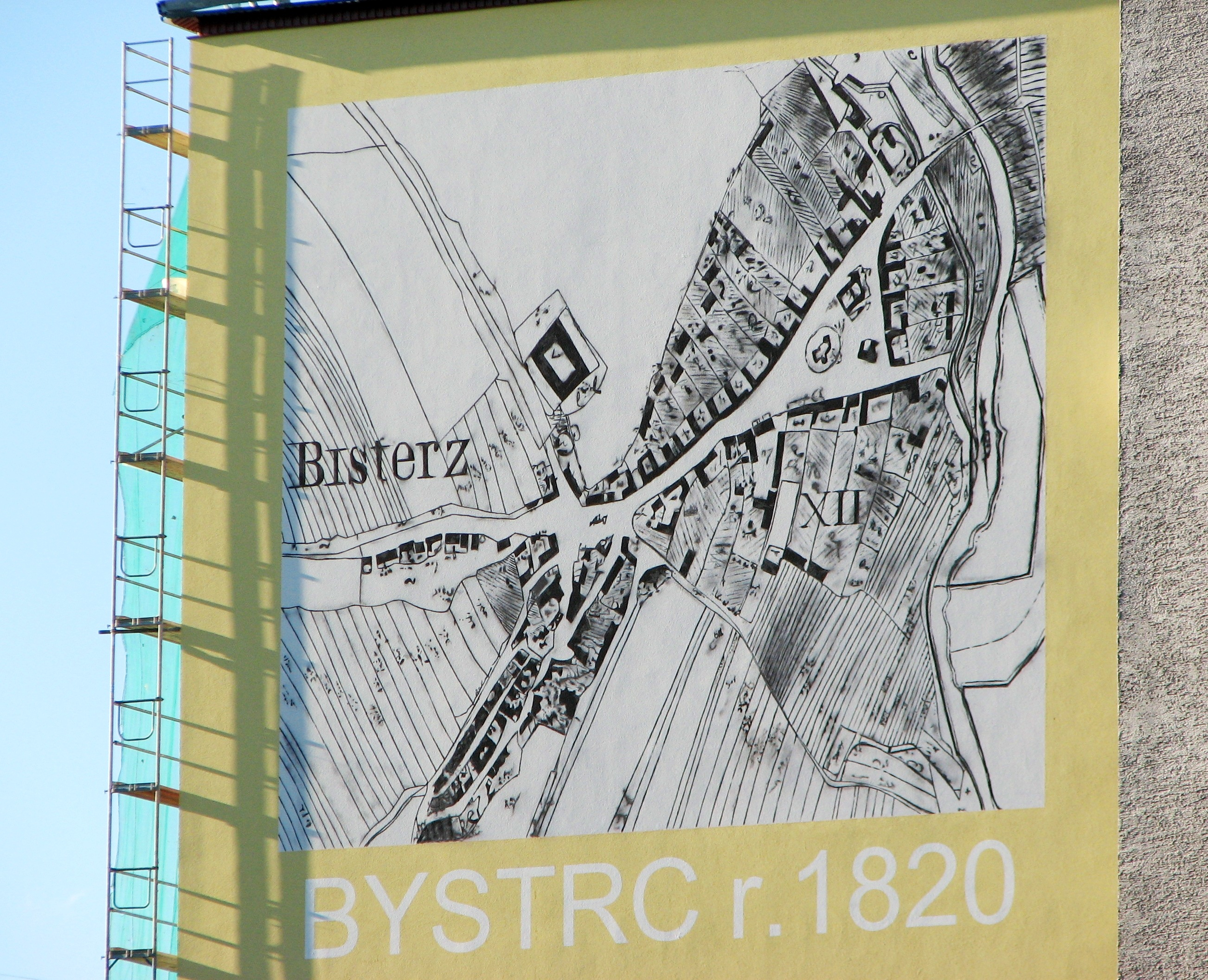
Mapa Bystrce z r. 1820 na domě Foltýnova 22

Prameny doložená historie Bystrce a původ tohoto místního jména začíná rokem 1373, kdy moravský markrabě Jan Jindřich daroval Bystrc augustiniánskému klášteru u sv. Tomáše. Bystrc byla součástí panství hradu Veveří, původně zeměpanského, od 15. století s různými majiteli. Po roce 1848 se Bystrc vykoupila z povinností vůči veverské vrchnosti. V období Protektorátu Čechy a Morava byl na území Bystrce vybudován nedokončený úsek nedokončené Exteritoriální dálnice Vídeň-Vratislav. K osvobození Bystrce došlo 28. dubna 1945, na což upomíná název zdejšího náměstí. Již v době výstavby přehrady byla v oblasti skály nad lagunou na Kozí horce navržena vilová čtvrť. K její realizaci ale nedošlo. Domy tam navrhovali většinou uznávaní brněnští moderní architekti. V roce 1945 navrhl slavný architekt Bohuslav Fuchs o něco dále rekreační vilku, která byla o rok a půl později postavena. 1. ledna 1957 byla na základě rozhodnutí krajského národního výboru k Brnu připojena rozsáhlá oblast v okolí Brněnské přehrady zahrnující vedle většiny katastru Bystrce také západní část katastru obce Kníničky, malou východní část katastru obce Veverská Bítýška, jihozápadní část katastru obce Rozdrojovice, jižní část katastru obce Moravské Knínice a jižní cíp katastru obce Chudčice. Toto území pak bylo spravováno jako součást městského obvodu Brno VII. 1. července 1960 byla k Brnu připojena i samotná Bystrc, která až do 31. července 1976 tvořila spolu se sousedními Kníničkami, jakož i výše připojenými částmi katastrů sousedních obcí (zde v rámci Brna existovala nově zřízená katastrální území Chudčice I, Moravské Knínice I, Rozdrojovice I a Veverská Bítýška I) samostatnou městskou část Bystrc s vlastním místním národním výborem. Ta se od 26. listopadu 1971 do 30. dubna 1972 nazývala Brno VII-Bystrc, poté od 1. května 1972 již jen Brno-Bystrc. Současné katastrální hranice získala Bystrc při radikální katastrální reformě Brna ve druhé polovině 60. let 20. století, přičemž upravený katastr Bystrce zahrnuje vedle téměř celého původního bystrckého katastru také jižní část původního katastrálního území Kníničky, téměř celé zrušené katastrální území Veverská Bítýška I a jižní část zrušeného katastrálního území Chudčice I. V 70.–80. letech byla na území Bystrce využita velká část výše zmíněného nedokončeného úseku exteritoriální dálnice pro vybudování nové částečně víceproudé silnice, jež Bystrcí prochází. K 15. červenci 1976 byl zrušen místní národní výbor v Bystrci, a Bystrc i Kníničky byly připojeny k městskému obvodu Brno II, v jehož rámci setrvaly až do roku 1990, kdy si obyvatelé obou čtvrtí vymohli vytvoření novodobých samosprávných městských části Brno-Bystrc a Brno-Kníničky. Ke dni 19. února 2015 vstoupila v platnost nová katastrální a správní hranice mezi Bystrcí a Žebětínem v lokalitě Kamechy.
Bystrc je rozdělena na 16 základních sídelních jednotek: Bystrc-jih, Foltýnova, Hrad Veveří, Kamechy-východ, Kočičí žleb, Kozí horka-Chochola, Mniší hora, Myslivna-Obora, Náměstí 28. dubna, Pohádka máje, Polesí Žebětín, Přístavní, Rakovec, Teyschlova, Údolí oddechu a Vejrostova.

## Současnost
Bystrc si i přes trvalý rozvoj zachovává charakter klidné městské části Brna s přírodním okolím obytné zástavby, dostatkem zeleně a příležitostí k rekreaci. V Bystrci funguje jen velmi málo společností a firem, které by vytvářely pracovní místa, 91 % zaměstnaných obyvatel Bystrce vyjíždí za prací mimo městskou část. Vzhledem k věkové struktuře obyvatelstva a nedostatku pracovních příležitostí funguje Bystrc jako zázemí pro pracovní sílu města Brna. Jednoznačně dominantní funkcí MČ je funkce obytná a trh práce je pouze marginální.
V Bystrci fungují sportovní kluby (FC Dosta Bystrc-Kníničky, Rugby Club Bystrc, šachový klub Bystrc Oilers, klub dračích lodí Draci Bystrc), dva veslařské kluby ČVK BRNO a LS BRNO a další zájmové organizace. Obyvatelé Bystrce mají možnost využívat poměrně rozsáhlou sportovní infrastrukturu.
Celkem se v Bystrci nachází 17 sportovních hřišť, lezecká stěna (ul. Vondrákova) a dirt areál. Pravidelný kulturní život se odehrává ve Společenském centru na Odbojářské ulici (koncerty, divadelní představení, výstavy), v místní pobočce Mahenovy knihovny (výstavy, vernisáže, přednášky), na hradě Veveří (koncerty, zábavné akce). Kulturní odbor úřadu městské části pořádá hody a vánoční trhy.

### Média
V Bystrci neexistuje lokální kabelová televize ani místní rádio; nevychází žádný nezávislý místní papírový tisk. O událostech informuje internetový magazín Bystrčník (vydává občanské sdružení Horní náměstí) a radniční periodikum Bystrcké noviny. Dění v Bystrci je dále mediálně mapováno v rámci širšího celku, zejména Brněnským deníkem Rovnost (vydává Vltava-Labe-Press). Bystrc je kompletně pokryta kabelovou televizí UPC a NETBOX.

### Místní témata
Mezi hlavní témata současné Bystrce patří spor kolem dostavby dálnice D43, čistota brněnské přehrady a kontroverze kolem výstavby v citlivých lokalitách Staré Bystrce a Horního náměstí, výstavba nových sídelních celků Kamechy a Panorama nad přehradou. V souvislosti se stavbou sídliště Kamechy se debatuje o prodloužení tramvajové linky. Frekventovaným lokálním tématem je čistota veřejných ploch. Velmi ostré konflikty vyvolává aktuální nedostatek míst v mateřských školách. Řeší se nefungující nebo jen částečně fungující komunitní život, částečný důvod bývá spatřován v nedostatečné infrastruktuře.
Podobně jako v jiných sídlištích vznikají spory kolem hlučných či jinak obtěžujících komerčních či občanských aktivit. Diskuze se vedou nad financováním a smyslem festivalu Ignis Brunensis. Existuje rozšířená nespokojenost se stavem brněnské zoologické zahrady. V roce 2011 vznikla rozepře mezi příznivci a odpůrci zamýšlené lanové dráhy na Brněnské přehradě. V Bystrci v současnosti neexistuje veřejné pohřebiště, proto se dlouhodobě diskutuje o možnostech jeho zřízení či obnovení. Diskuze se vedou kolem plánu na přímé propojení Bystrce a Medlánek komunikací, respektive rozšíření stávající panelové silnice spojující obě městské části. Tomu se však brání městská část Brno-Komín, přes jejíž území část komunikace vede.
V letech 2012 a 2013 sužoval obyvatele Bystrce hojný výskyt ploštice vroubenky americké.
Dlouhodobý (1988–2011) průzkum spokojenosti obyvatel ukázal nadprůměrnou a s časem rostoucí spokojenost obyvatel Bystrce II s životními podmínkami.
Nespokojenost s přidělováním financí ze strany Statutárního města Brna a s oklešťování pravomocí městské části ve prospěch magistrátu vedla na začátku roku 2014 k návrhu posoudit výhody a negativa fungování Bystrce jako samostatné obce. To bylo interpertováno tiskem jako snaha o odtržení od Brna. Změnu statutu Brna, která by vedla k přesunu pravomocí na městské části na základě principu subsidiarity a ke spravedlivějšími rozdělování investic do městských částí prosazuje místní politické uskupení Bystrčáci.

## Obyvatelstvo
| 1869 | 1880  | 1890  | 1900  | 1910  | 1921  | 1930  | 1950  | 1961  | 1970  | 1980   | 1991   | 2001   | 2011   | 2021   |
| ---- | ----- | ----- | ----- | ----- | ----- | ----- | ----- | ----- | ----- | ------ | ------ | ------ | ------ | ------ |
| 961  | 1 108 | 1 212 | 1 322 | 1 576 | 1 543 | 1 818 | 2 177 | 2 283 | 2 386 | 14 196 | 23 593 | 23 805 | 24 218 | 24 714 |

## Osobnosti
- Josef Koláček (1929–2019) – jezuitský kněz, novinář, spisovatel a překladatel, dlouholetý vedoucí České sekce Radia Vatikán
- Jakub Obrovský (1882–1949) – sochař, malíř, grafik a spisovatel
- Vincenc Šťastný (1885–1971) – hudební skladatel, klavírní virtuos a pedagog[46][47]
- Lubomír Zajíček (1946–2013) – volejbalista, reprezentant Československa, člen bronzového týmu na LOH 1968 v Mexiku.
- Rudy Kovanda (1949–1989) – bavič, zpěvák a sportovec
- Tomáš Přibyl (* 1975) – publicista a žurnalista[48]
- Miroslav Fišmeister (* 1976) – básník a amatérský přírodovědec
- Regina Agia Holásková (* 1978) – návrhářka oděvů, tanečnice a malířka
- Miroslava Topinková Knapková (* 1980) – veslařka–skifařka a olympijská vítězka[49]
- Josef Hron (* 1950) – fotbalový brankář a trenér
- Vnislav Fruvirt (1923–2020) – římskokatolický kněz brněnské diecéze, politický vězeň komunistického režimu, kaplan Jeho Svatosti a emeritní farář farnosti Brno-Bystrc

## Spolkové aktivity
V Bystrci působí několik sdružení aktivně se podílejících na rozvoji městské části. Sdružení se v rámci svých aktivit zapojují do občanského života, rozhodování veřejné správy a vyjadřují se k aktuálním společenským tématům.
- Občanské sdružení Horní náměstí – Ochrana přírody a krajiny, MČ Brno – Bystrc a v přilehlých lokalitách před veškerými, nevhodnými podnikatelskými záměry, investičními akcemi a stavbami. Sdružení zformovaly protesty bystrckých obyvatel proti stavbě tzv. polyfunkčního centra na Horním náměstí v Bystrci.[51]
- Občané Brna proti stavbě rychlostní komunikace R43 v trase Kuřim-Troubsko – Ochrana zájmů občanů při přípravě realizace výstavby dálnice D43[pozn. 2]
- Ochránci přírody a krajiny v okolí Brněnské přehrady – Ochrana zájmů občanů při přípravě realizace výstavby dálnice D43[pozn. 2]
- Občanské sdružení Stará Bystrc - Chaloupky – Snahou sdružení je ochrana genia loci staré Bystrce. Snaží se bránit nezaměnitelnou atmosféru této části Bystrce proti nerozumným urbanistickým výpadům.[52]
- VŠEM, o. s. – Sdružení je dobrovolným, neziskovým, nevládním sdružením občanů, kteří sesnaží připravovat a realizovat projekty a akce, zejména pro děti a mládež.[53]
- Klub rodičů a přátel ZŠ Heyrovského 32, o. s. – Občanské sdružení Klub rodičů a přátel ZŠ Heyrovského 32, o. s. spojuje všechny, kteří chtějí společně podporovat děti ze Základní školy na ulici Heyrovského 32 v Brně a přispívat k dobrým vztahům mezi rodiči, školou a veřejností.[54]
- Hrad bez výhrad, o.s. – Občanské sdružení Hrad bez výhrad, o.s. bylo založeno jako platforma zastřešující jednotlivce a jejich aktivity ve snaze obnovit Státní hrad Veveří a jeho okolí jako kulturní a vzdělávací centrum regionu.[55]

## Zajímavosti
- V Bystrci roste pravděpodobně nejstarší strom na území města Brna, asi 400 let stará lípa srdčitá[56]
- První oficiálně povolené závody suchozemských želv v České republice.[57] byly uspořádány v Bystrci v březnu 2012[58] Zúčastnila se čtyři zvířata, zvítězila šestiletá samice želvy zelenavé Wendy.[59]
- V sobotu 30. května 2015 byl v Bystrci překonán rekord v rychlokreslení. V rámci I. ročníku soutěžně – zábavného odpoledne pro děti i dospělé se podařilo bystrckému občanovi, karikaturistovi Lubomíru Vaňkovi nakreslit 100 dětských portrétů na vlastnoručně vyrobené papírové večerníčkovské čepice v rekordně krátkém čase. Původně stanovený limit jedné hodiny na zhotovení kreseb byl karikaturistou zkrácen o téměř třináct minut (výsledný čas 47 minut a 11 sekund)[60][61][62].